# 洛迪高·加華奧
洛迪高·安達利斯·加華奧（Rodrigo Andreis Galvão，1978年11月5日—），生於巴西聖利奧波爾杜，巴西足球運動員，司職前鋒，2007年來港效力東方並協助球隊贏得香港高級銀牌冠軍。

## 球員生涯
洛迪高生於巴西聖利奧波爾杜，出身於巴西著名球會高士路，其後效力過聖荷塞、FC馬高、卡歷斯馬、烏爾巴、瓜拉迪古塔等球會。2007年夏天，加盟獲香港足球總會邀請重返甲組聯賽角逐的老牌球會東方，迅速成為球隊攻擊重心。2007年12月23日在香港大球場舉行的高級組銀牌決賽，個人梅開二度，協助球隊以3－1擊敗傑志，奪得重返甲組後首項錦標，洛迪高亦以6個入球成為賽事最佳射手。2008年11月，因右大腿筋嚴重拉傷，影響甚至包括腹部肌肉，經專家診斷認為難以繼續球員生涯，與東方解約，返回巴西。
2011-2012赛季初，洛迪高得到了来自马耳他超级联赛塔希恩彩虹足球會的兴趣，经过一番讨论，双方达成协议，签订了一年的合同。

## 個人榮譽
- 香港足球明星選舉 最佳十一人（2007–08季度）
- 香港足球高級銀牌賽 最佳射手（2007–08季度）

## 外部連結
- 香港足球總會球員註冊資料 （页面存档备份，存于）